# Malejewka (rejon chomutowski)
Malejewka (ros. Малеевка) – wieś (ros. деревня, trb. dieriewnia) w zachodniej Rosji, w sielsowiecie głamazdińskim rejonu chomutowskiego w obwodzie kurskim.

## Geografia
Miejscowość położona jest 8 km od centrum administracyjnego sielsowietu głamazdińskiego (Głamazdino), 15,5 km od centrum administracyjnego rejonu (Chomutowka), 99 km od Kurska.
W granicach miejscowości znajdują się ulice: Ługowaja, Nowaja, Sadowaja.

## Historia
Do czasu reformy administracyjnej w roku 2010 wieś Malejewka była centrum administracyjnym sielsowietu malejewskiego. W tymże roku doszło do włączenia sielsowietów striekałowskiego i malejewskiego w dzisiejszy sielsowiet głamazdiński.

## Demografia
W 2010 r. miejscowość zamieszkiwało 148 osób.